# Улица Ивана Богуна (Чернигов)
Улица Ивана Богуна (укр. Івана Богуна вулиця) — улица в Новозаводском районе города Чернигова. Пролегает от проспекта Мира до улицы Любечская. Разделена на два напрямую не связанных участка. 
Примыкают улицы 1 Гвардейской армии, Заводская, Ревуцкого, Остапа Вишни, Вячеслава Черновола (Круговая).

## История
Софиевская улица была проложена в начале 20 века и застроена индивидуальными домами.
В 1919 году Софиевская улица переименована на Богунская улица — в честь Богунского полка времён Гражданской войны, которым командовал Николай Александрович Щорс. Ошибочно именовалась как улица Богунского. 
Разделена на два напрямую не связанных участка в связи со строительством квартала многоэтажной застройки в 1980-е годы, усадебная застройка почти полностью ликвидирована. Начало улицы — участок длиной 180 м между проспектом Мира (возле гостиницы «Градецкий») и улицей 1 Гвардейской армии, далее дом № 4 улицы 1 Гвардейской армии фактически разделяет улицу, средняя часть — проезд между домами и детсадом, затем улица делает поворот в юго-западном направлении.
12 февраля 2016 года улица получила современное название — в честь полковника и Наказного гетмана Войска Запорожского Ивана Богуна, согласно Распоряжению городского главы В. А. Атрошенко Черниговского городского совета № 46-р «Про переименование улиц и переулков города» («Про перейменування вулиць та провулків міста»)

## Застройка
Парная и непарная стороны улицы заняты многоэтажной (преимущественно 9-этажные дома; 5-этажные дома) жилой застройкой, частично малоэтажной (один 2-этажный дом) жилой и усадебной (три дома) застройкой. Начало улицы — гостиница «Градецкая» и нежилая застройка (№ 4). Нумерация домов № 4, № 27 и далее идёт № 38 — 58. 
Учреждения:
1. дом № 27 — детсад № 32
2. дом № 55 — Черниговский государственный областной учебно-курсовой комбинат

Мемориальные доски:
1. дом № 46 — Заслуженному энергетику Украины Юрию Алексеевичу Калюжному — на доме, где жил (1985-2017)